# Santa Rosa del Peñón
Santa Rosa del Peñón est une municipalité nicaraguayenne du département de León au Nicaragua.

## Géographie
Le territoire communal est limité au nord par la commune de San Nicolás, au sud par la commune d'El Jicaral, à l'est par la commune de San Isidro et à l'ouest par la commune d'El Sauce. Le siège de la municipalité est situé à 174 kilomètres de la capitale Managua.
La commune présente deux types de topographie : plate dans toute la zone urbaine et ravinée dans la zone rurale, composée de chaînes de montagnes basses et d'une végétation clairsemée avec une prédominance d'arbustes, de plantes rampantes et d'herbes. Les principales montagnes sont : Ocotal, Jicote, Picacho, Azacualpa, Quebrachal, Confite et Ocotillo. Le principal réseau hydrographique est celui de la rivière Sinecapa.

## Histoire
La commune porte son nom en l'honneur de sa patronne, "Santa Rosa de Lima". Elle a été fondée par des colons venus à la recherche d'or et par des travailleurs espagnoles dans les années 1700. Des entreprises nord-américaines sont arrivées et se sont installées dans la région de Mina la India en 1930. Des fouilles anciennes de mines d'or et de chaux détruites ont été découvertes. La première population s'est installée dans le lieu connu sous le nom de Santa María et, en raison de phénomènes naturels, elle s'est déplacée vers l'actuelle Santa Rosa de Lima, connue sous le pseudonyme de Santa Rosa del Peñón et déclarée municipalité le 13 mai 1834 selon un décret de l’État fédéral.

## Démographie
La population actuelle de Santa Rosa del Peñón est de 11 037 habitants. Sur la population totale, 51,9 % sont des hommes et 48,1 % sont des femmes. Près de 33,2 % de la population vit en zone urbaine.

## Nature et climat
La commune bénéficie d'un climat tropical sec, avec une température moyenne de 38 °C avec deux saisons, hiver et été. Son climat est sec en été et un peu frais en hiver. Les températures les plus élevées se produisent pendant les mois d'avril et mai, et les plus basses au mois de décembre. Les précipitations annuelles varient de 1 200 mm à un maximum de 1 800 mm par an.
Il existe deux types de topographie, plate dans toute la zone urbaine et vallonnée dans toute la zone rurale, composée de chaînes de montagnes basses et d'une végétation clairsemée avec une prédominance d'arbustes, de plantes rampantes et d'herbes. L’exploitation forestière aveugle et les incendies de différentes espèces de forêts et de bois précieux ont considérablement affecté l’inventaire des ressources naturelles.

## Localités
En plus de la zone urbaine du même nom, il existe un total de 33 Comarque rurales :  El Charco, El Chaparral, Paso Ancho, Las Quebradas, El Jicote, Las Cañas, Talolinga, El Quebrachal, Santa Rita, El Confite, Buena Vista. , La Pita, Tierras Blancas, Ocotillo, Hatillo, Azapera, El Tanque, El Coyol, Nance Dulce, Las Piñuelas, Azacualpa, El Boquerón, El Picacho, El Tanque, El Talpetate, El Regadio, Agua Fria, La Mora, La Morada , Hato Viejo , La Lima, Terrero Blanco et Huacalpizque.

## Économie

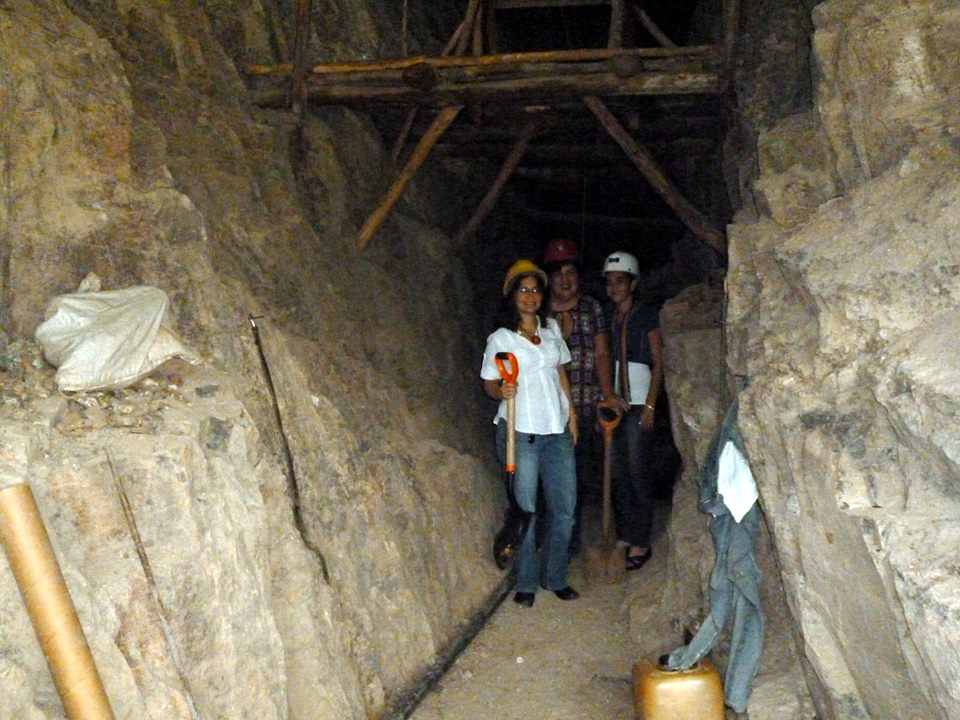
Mine à Santa Rosa del Peñón.

La principale activité économique est l'agriculture, avec la culture du haricot rouge, qui constitue le produit le plus important et fait de la commune le plus grand producteur du département. Il est cultivé pour la consommation locale et la commercialisation externe. L’élevage n’est pas une activité courante.
L'exploitation minière rustique ou güiriseros est une autre activité économique, la majorité de la population se consacre à cette tâche en été et en raison de la sécheresse qui a frappé la région ces derniers temps, elle est devenue la forme de travail la plus importante dans la municipalité. Dans les années 1970, la commune connaît son âge d'or avec l'exploitation de la mine « La India », où existent encore aujourd'hui des résidus de ce minerai. Les principales mines d'or de la commune sont : La India, San Lucas, Dos Hermanas, El Pilar, San Juan, El Potrero et El Nancital. Le territoire contient également de riches mines de gypse, qui sont en activité.

## Culture

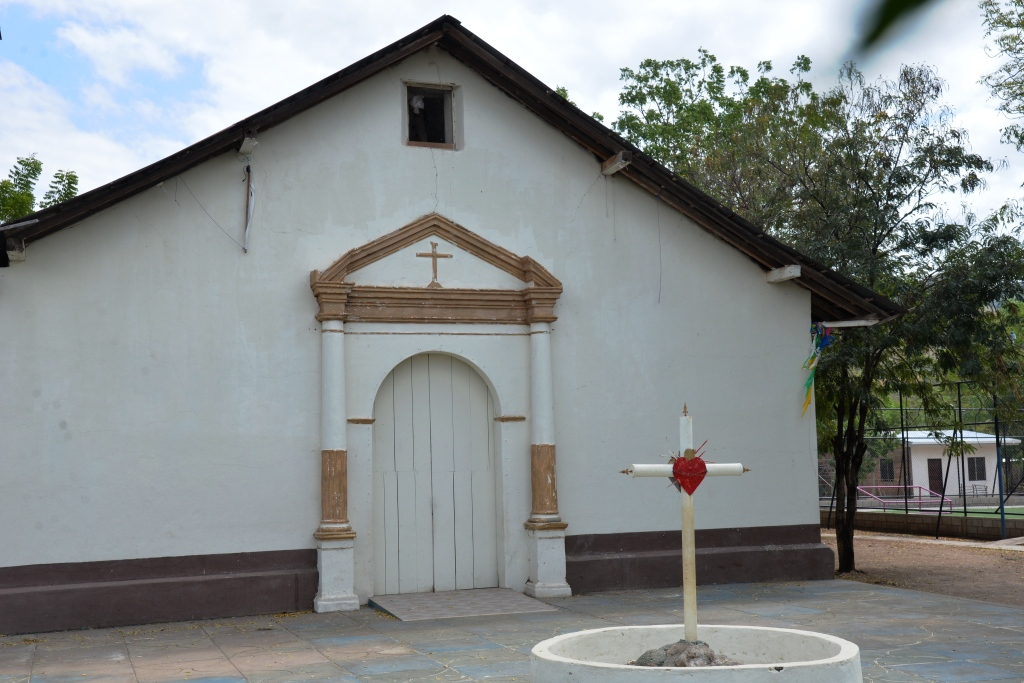
Eglise de Santa Rosa de Lima.

Dans le cadre culturel, ses habitants forment des groupes d'improvisation, notamment pendant la Semaine Sainte, qui représentent la vie, la passion et la mort de Jésus-Christ. Cette œuvre est connue sous le nom de Judea. Des groupes de musique, de danse et d'autres modes d'expression se sont créés et sont soutenus par des institutions. En outre, pendant la Semaine Sainte, le dimanche de Pâques, à la fin de la Semaine Sainte, Judas Iscariote est brûlé, pendant que tous les événements marquants de l'année sont récités sous forme de distiques ou de comptines, appelés "Chiles de Judas". Cette manifestation est suivie par plus de 3 000 personnes de différentes municipalités voisines. Cette manifestation commence par un parcours dans les rues principales de la municipalité, en dansant et chevauchant, parmi le brouhaha, les pétards et les fusées d'artifice. Les différentes manifestations se terminent au stade municipal par une chevauchée de taureaux où Judas est finalement brûlé.

## Galerie

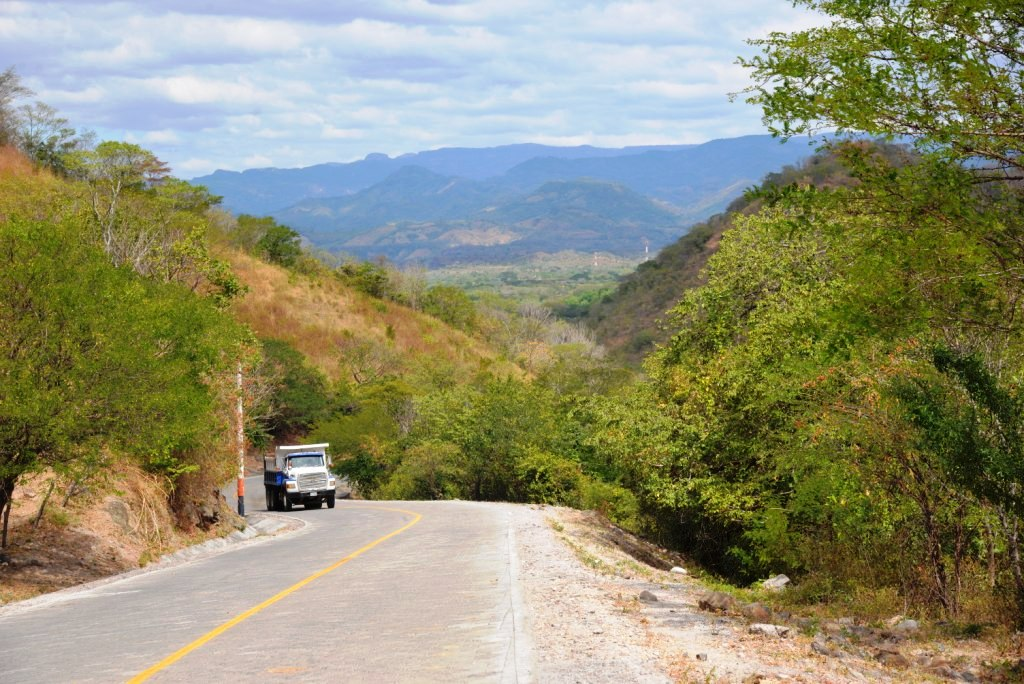
Route à Santa Rosa del Peñón
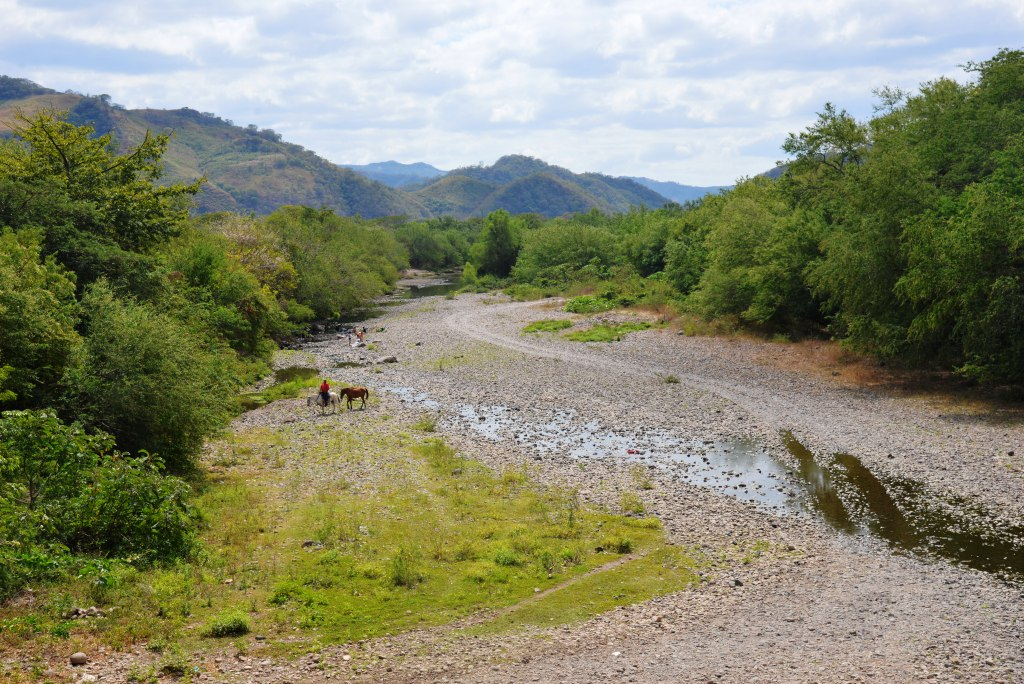
Río Sinecapa
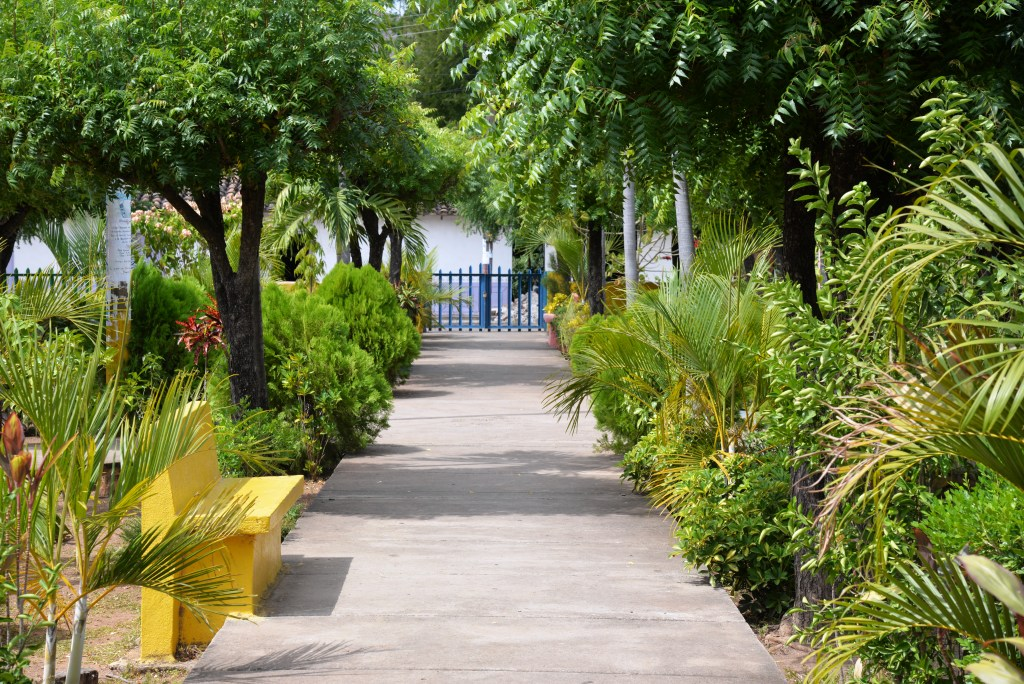
Parc Central
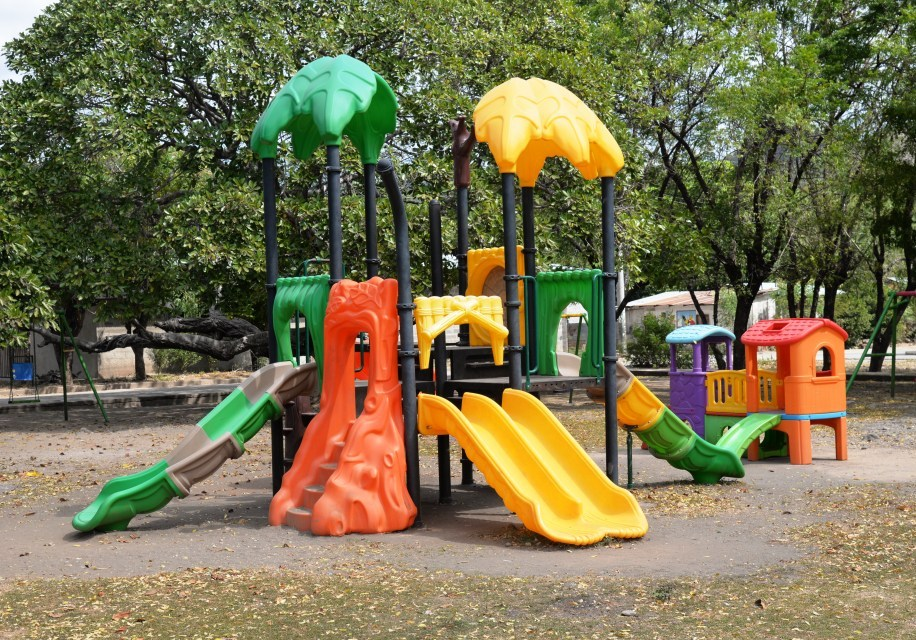
Parc Central
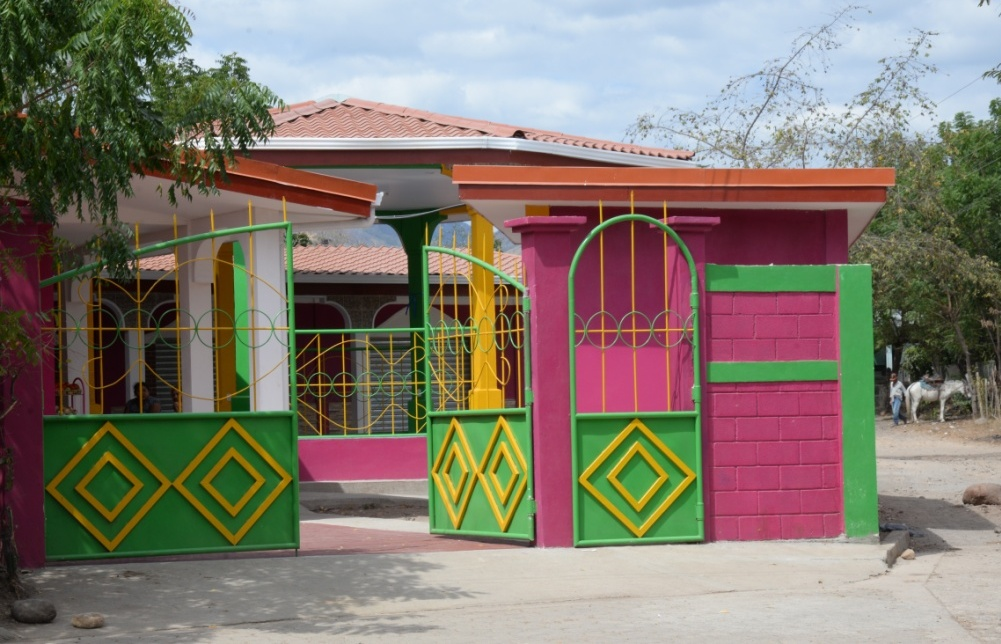
Maison
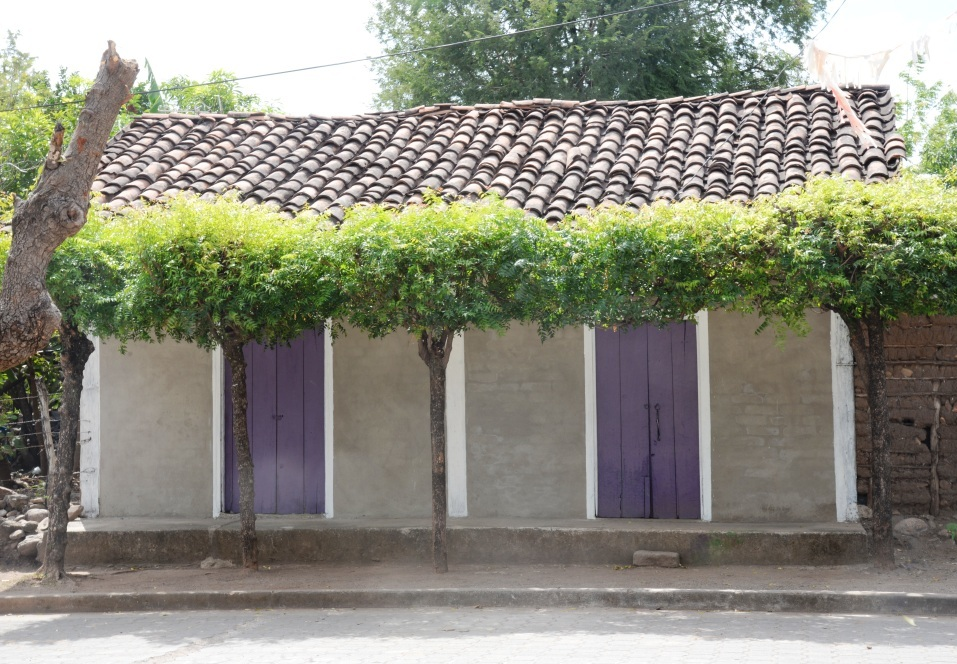
Maison